# 帝国之心
《帝国之心》（英語：Empire State of Mind）是由美国嘻哈艺人杰斯负责饒舌并且节奏蓝调与灵魂乐歌手艾莉西亚·凯斯负责副歌的一首合唱歌曲。这首歌收录在杰斯2009年发行的录音室专辑The Blueprint 3中，并作为专辑的第三支打榜单曲由杰斯自己的厂牌Roc Nation于2009年十月发行。这首歌对于两位纽约土生土长的艺人来说都是充满对故乡热爱情绪的颂歌，这首歌采样自1970年The Moments创作的"Love on a Two-Way Street"。这首歌最初原曲由布鲁克林当地人Angela Hunte和 Jane't "Jnay" Sewell-Ulepic于2009年2月写出，出于对家乡的思念之情而创作。他们把创作的歌曲寄给了Roc Nation公司，希望他们能考虑这首歌。但这首歌却获得了消极的评价。在浇了冷水后，经EMI唱片公司的一名合伙人建议，这首二重奏被送到了杰斯手中，而之前的事件被人们描述为是一个不祥的预兆。
在听了这首歌之后，杰斯立即进行了录制。但改变了所有的歌词，保持了副歌部分。Hunte本可以参加这首歌的副歌部分录制，但他觉得艾丽西亚更适合参与这首歌。玛丽·布莱姬也曾被考虑参与这首歌录制，但最终考虑到艾丽西亚出色的钢琴演绎，最终选择了艾丽西亚参与这首歌参加这首歌录制。这首歌被认为是一首管弦乐说唱歌曲并具有流行嘻哈的音乐形式。这首歌的歌词包含了对毒品，纽约当地著名地点和居民及城市的本质的阐述。
心中的帝国洲获得了许多现代音乐评论家的褒奖，艾丽西亚在歌曲中的表现以及歌词获得了盛赞。这首歌进入了大多数媒体评选的2009年度十大金曲，包括滚石杂志和纽约时报。心中的帝国洲在全球也获得了成功，登上了多国热门排行榜前十，包括英国、加拿大、澳大利亚、法国、意大利、瑞典。这首歌在美国获得巨大的商业成功，这首歌告示牌杂志热门单曲榜冠军5周，成为杰斯第一首个人冠军单曲，这首歌成功入围美国，澳大利亚年终单曲榜。
这首歌的录音带以黑白形式展现给众人，MV中杰斯和艾丽西亚在纽约著名地标建筑前唱歌，弹琴。艾丽西亚与杰斯对这首歌进行了多次同台演出，包括2009音乐录影带奖，2009年全美音乐奖。通常当表演到这首歌曲时，现场大屏幕都会为现场观众展示纽约当地建筑。艾丽西亚在她个人的第四张专辑中还收录了心中的帝国洲的续篇“心中的帝国洲（第二乐章）垮掉的时代。这首歌同样也获得了业界和商业上的成功，艾丽西亚解释道：她录制她版本的心中的帝国洲是为了表达她自己对对纽约的感情。

## 歌曲背景
《帝国之心》是美国著名说唱歌手JAY-Z和美国著名R&B女歌手艾莉西亚·凯斯共同合作演绎的经典单曲，《帝国之心》也是JAY-Z 09年发行的第十一张录音室专辑《The Blueprint 3》中发行的第三首单曲。
《帝国之心》采样了1970年的《Love On A Two-Way Street》，这首歌最开始是由出生在布鲁克林的Angela Hunte 和Jane't "Jnay" Sewell-Ulepic创作的，这首歌在两人的国外旅行途中完成，创作的初衷是思乡之情。她们将这首歌送到了Roc Nation，尽管受到了负面的评价，倍受挫折，但是在百代唱片公司的建议下，她们将作品寄给了JAY-Z，她们看来这是一个好兆头。
JAY-Z听完之后对歌曲保留了一部分，也做出了改变，JAY-Z原本打算和Hunte合作这首歌，但是当 Hunte and Sewell-Ulepic 被问到谁比较合适合作时，Hunte推荐了艾莉西亚·凯斯，Mary J Blige也是在考虑合作的人选之中，但是当JAY-Z听到这首歌的钢琴部分时，JAY-Z就选择了艾莉西亚。
《帝国之心》被看做是跨界合作的杰出代表，这首歌包含了毒品，纽约著名的地段，展现了纽约最精华的部分。尽管在现场演出这首歌时，也出现了一些不敬的用词。

## 歌曲评价
《帝国之心》几乎收到了评论界的一致好评，而大多数的评论都高度赞扬了艾莉西亚的动人声线。
Allmusic的Jon Bush认为这是《The Blueprint 3》最出色的作品，赞扬了JAY-Z跨界合作的出色才华，在艾莉西亚华丽声线的辅助下，两个纽约客向纽约致敬。
洛杉矶时报的Greg Kot也对JAY-Z总能在现场演绎中提升水准的能力赞叹不已。
NME的Pete Cashmore认为艾莉西亚的声音充满力量。
PopMatters的Martin Andrew认为《帝国之心》是JAY-Z又一次向纽约致敬，非常感激JAY-Z和艾莉西亚带来这样的作品。
滚石杂志的Jody Rosen称《帝国之心》让苍白的纽约开始咆哮。
每日电讯在评论这首歌时，认为《帝国之心》是流行的圣歌，也赞叹了艾莉西亚的歌唱。
About.com的Shannon Barbour认为《帝国之心》是专辑的拐点，认为艾莉西亚的嗓音充满力量。
各方的评价主要集中在三个方面，一是JAY-Z出色的个人才华，二是对纽约的致敬，三是艾莉西亚出色的演唱提升了歌曲。
《帝国之心》几乎被所有的评价评选为年度十佳歌曲，被MTV评选为09年年度歌曲的第八名；滚石杂志年度歌曲的第二名；在 The Village Voice's 37th annual Pazz & Jop critics' poll发起的最佳歌曲中，被评为第一，还获得了Grammy年度制作，最佳说唱歌曲，最佳说唱合作歌曲三项大奖。

## 榜单成绩
《帝国之心》从11月28日到12月26日连续五周蝉联Billbord Hot 100的冠军，这也是Jay-Z 14年的音乐生涯第一首冠军单曲。在年终Billbord Hot 100榜单上，《帝国之心》位列62。在发行的首周《帝国之心》就售出了205000，最高的一周销量达到了360000。在英国单曲榜，《帝国之心》最高排名来到第二。这首歌在世界各国都取得了骄人的商业成绩。

## 音乐录像带
《帝国之心》的MV由Hype Williams导演，在纽约各个著名地标取景。MV一开始用黑白镜头拍摄，等JAY-Z和艾莉西亚在时代广场进行表演时，才变成彩色。
MV在9月的最后一天进行拍摄的，主要在Tribeca和Ground Zero附近拍摄，并且在10月30号正式发行。艾莉西亚高度赞扬了音乐录影带，认为MV几乎包含了纽约所有值得尊敬的元素。

## 现场演绎
《帝国之心》的首演是在9月11日在麦迪逊进行的“Answer The Call”慈善演唱会上，JAY-Z开场演唱了这首歌。
9月13日进行的VMA上，JAY-Z和艾莉西亚·凯斯共同演唱了这首歌，这是当晚的闭幕演出。这是两人首次一起现场演唱这首歌曲。这次表演了受到了盛赞，被认为是完美的组合，出色的演唱，艾莉西亚甜蜜的嗓音和JAY-Z无与伦比的舞台表现能力令人沉醉。
在10月中旬，纽约洋基队的主场，JAY-Z和艾莉西亚·凯斯再次引爆了现场观战的球迷以及两队的球星。
在11月22日进行的AMA上，JAY-Z和艾莉西亚·凯斯对这首歌进行了完美无瑕的演绎，在演唱《帝国之心》之前，艾莉西亚坐在钢琴前，先演唱了Frank Sinatra的“New York，New York”。这次的现场表演是一种无法用语言表达的美好。

## 后续
艾莉西亚·凯斯在她的专辑中收入这首歌的极其出色的后续篇《帝国之心（Part2）Broken Down》，艾莉西亚的个人版本也同样受到了评论界的一致好评，在商业上虽然无法和《帝国之心》出色，但依然取得了出色的成绩，尤其是在英国，成为当年电台播放最多的歌曲。艾莉西亚之所以选择录制个人版本的纽约是想表达个人对纽约的想法。